# Tepaná krajka
Tepaná krajka je rukodělná technika výroby tepaných šperků. Touto technikou je možno vyrobit šperky, které jsou tepané a zároveň trojrozměrné. Prostorovosti výrobku se dociluje postupným tepáním a ohýbáním drátu kleštěmi za studena. Tepaná krajka je technika, která není založena na řemeslné zručnosti, nýbrž na základní vlastnosti kovových drátů - vytvářet harmonické tvary sám o sobě jednoduchým vedením drátu bez předchozí vlastní představy o tvaru. Tímto způsobem vznikají šperky neobvyklých a těžko napodobitelných tvarů. 

## Princip výroby
Tepaná krajka je technika intuitivní, klíčem k jejímu ovládnutí je nechat drát vytvářet vlastní tvar beze snahy o napodobení nějakého konkrétního návrhu. V tepané krajce se zhusta využívá chyby, která při výrobě vznikne, coby nové myšlenky ve vedení drátu. Jádrem práce nováčka v tepané krajce je tedy hlavně osvobození se od diktátu superega a jeho hodnocení právě vznikajícího výrobku.  

## Materiály
Výchozím materiálem jsou v tepané krajce dráty z chirurgické oceli, techniku je možno ale použít i na jiné tepatelné druhy kovů, např. měď nebo mosaz.

## Historie
Technika tepané krajky byla vyvinuta "omylem", na základě neustále vznikajících chyb při výrobě předem definovaných tvarů z drátu a nezáživných pokusů o jejich napravování. Vedením osudu došlo k pochopení vlastností kovových drátů a odtud už byl jenom krok k uchopení výroby za druhý konec tak, že se vzniklých "chyb" začalo místo opravování ve výrobě využívat.
Duchovní matkou a propagátorkou této techniky je Bohdana Goliášová.

## Externí odkazy

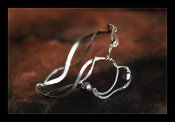
Náramek vzniklý použitím chyby
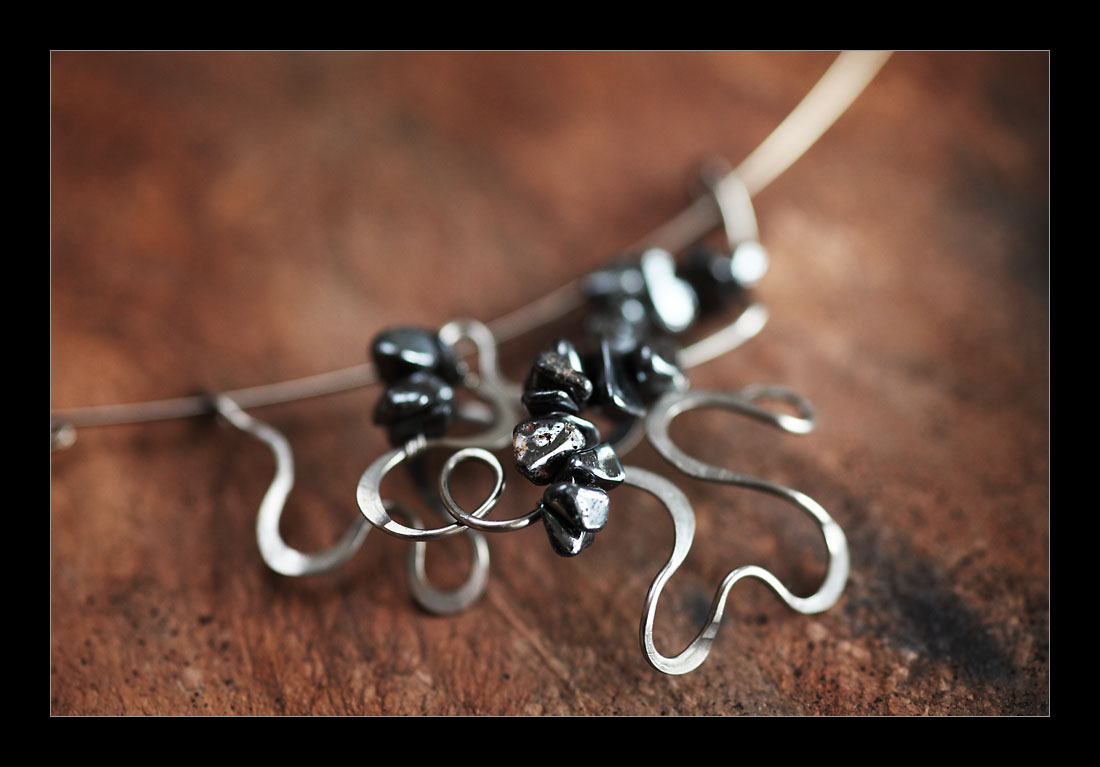
Náhrdelník vytvořený technikou Tepaná krajka